# .nc
A .nc Új-Kaledónia internetes legfelső szintű tartomány kódja, melyet 1993-ban hoztak létre. Csak az itt bejegyzett cégek használhatnak ilyen végződésű címet.